# Звездчатка вильчатая
Звездча́тка ви́льчатая (лат. Stellaria dichotoma) — вид двудольных растений рода Звездчатка (Stellaria) семейства Гвоздичные (Caryophyllaceae). Таксономическое название впервые опубликовано шведским систематиком Карлом Линнеем в 1753 году.

## Распространение, описание
Встречается в Китае, Монголии и России (западная и центральная Сибирь и Дальний Восток).
Многолетнее травянистое растение. Стебель 15—60 см в высоту, ветвистый, опушённый. Листья размером до 2,5×1 см, яйцевидной или ланцетно-яйцевидной формы, опушённые с обеих сторон (редко голые). Соцветие с многочисленными цветками с пятью и более лепестками белого цвета. Плод — коробочка, несущая 1—5 коричнево-чёрных семян слегка сжатой округлой формы. Цветёт в мае—июне, плодоносит с июля по август.
Число хромосом — 2n=28. Отмечаются некоторые различия между субпопуляциями растения.

## Значение
Фермантативный экстракт обладает высоким антиоксидантным действием.

## Замечания по охране
Внесён в Красные книги Амурской области и Еврейской автономной области (Россия).